# Thajsko na Letních olympijských hrách 2000
Thajsko se účastnilo Letní olympiády 2000. Zastupovalo ho 52 sportovců (34 mužů a 18 žen) v 11 sportech.

## Medailisté
| Medaile | Jméno               | Sport    | Soutěž                        |
| ------- | ------------------- | -------- | ----------------------------- |
| Zlato   | Wijan Ponlid        | Box      | Muži váha muší do 51 kg       |
| Bronz   | Pornchai Thongburan | Box      | Muži lehkotěžká váha do 71 kg |
| Bronz   | Khassaraporn Sutová | Vzpírání | Ženy váha do 58 kg            |